# ابراهیم خواص
ابو اسحاق ابراهیم بن احمد بن اسماعیل خَوّاص (به‌معنای:فروشندهٔ برگ خرما) (؟ -۹۰۴م) (نسب: ابراهیم بن احمد بن اسماعیل) معروف به ابواسحاق بغدادی، اصلاً ایرانی و پدرش از مردم آمل بوده و چون تولد و پرورش ابراهیم در بغداد بود به بغدادی مشهور گشت و چون معاش خود را از بافتن بوریا و زنبیل می‌گذراند به خوّاص ملقب گردید؛ خواص، صوفی ایرانی در سدهٔ سوم هجری بود که بیشتر در عراق زیست. او را از مشایخ صوفیه در روزگار خود و از نزدیکان جنید بغدادی می‌دانند. خطیب بغدادی از او آثاری را نام می‌برد که امروزه در دست نیست. زادگاه او را بغداد دانسته و پدرش از آمل به بغداد آمده بود. خوّاص بیشتر اوقات را در سفر می‌گذراند، ولی سرانجام در ری اقامت گزید و در مسجد جامع آن شهر درگذشت و در برج طغرل به خاک سپرده شد. یوسف‌بن حسین رازی (از عرفای آن عصر) بدن او را غسل داد و او را زیر حصار طبرک به خاک سپردند. درگذشت او را بیشتر نگارندگان در ۲۹۱ق نوشته‌اند، و سال‌های دیگری که در بعضی از تذکره‌ها و طبقات ذکر شده با قول اکثریت مورخان و مؤلفان مخالف است.

## انقلاب درونی
وی علاوه بر جنید و نوری یک چند نیز با ابوعبدالله مغربی همنشین بود. نسبت او را درطریقت به سری‌سقطی رسانده‌اند. دربارهٔ علت تغییر حال و انقلاب باطنی او نوشته‌اند که روزگاری با تلاش تمام در پی بدست آوردن علوم ظاهری بود تا آنکه وقتی در گذرگاهی به سالکی مجذوب برخورد که به او گفت: «تا چند تن و جان خویش در پی تحصیل علوم ظاهری رنجه می‌داری؟ یک چند به اکتساب معارف بکوش و طریق سیر وسلوک بپوی تا به بعضی از مقامات رسی که از حیطهٔ تصویر و تقریر بیرون است». از جملهٔ مریدان وی ابوجعفر خلدی یا جعفر بن محمد خلدی و سیروانی مهین بوده‌اند. خوّاص از جملهٔ مشایخی بود که در مقام توکل سیر و سلوک داشت و در این مقام بادیه‌های گوناگونی را بدون زاد و توشه در نوریده بود، اما هرگز سوزن و نخ و ظرف آب و مقراض را از خود دور نمی‌داشت، زیرا همراه داشتن آنها را لازمهٔ رعایت احکام شریعت از سوی سالک تلقی می‌کرد و با خود داشتن آنها را مغایر با توکل نمی‌دانست.

### باورها
خواص در توکل آنچنان مقام والایی یافته بود که او را رئیس‌المتوکلین نامیده بودند. وی نیز همچون بسیاری از مشایخ صوفیه از خلفا و سلاطین و اموال آنان احتراز می‌نمود: زنی از زائل شدن صفای قلب خود نزد او شکایت برد. او در پاسخ گفت: آیا «شبِ مشعل» را به یاد می‌آوری؟ آن زن به خاطر آورد که وقتی مشغول رشتن نخ بوده، مشعل سلطان از آنجا عبور کرده و او در روشنایی آن مشعل نخی رشته و آن نخ را در بافتن لباسی به کار برده، سپس آن لباس را به تن کرده‌است. پس چون آن لباس را به اشارهٔ خوّاص از تن برون کرد و آن را صدقه داد، صفای قلب خویش بازیافت.
خواص «صاحب تصنیف در معاملات و حقایق» بوده‌است. خواجه عبدالله انصاری گفته که کتاب «اعتقاد» او را دیده‌است، و اشعاری نیز از او نقل کرده‌است. کلابادی او را در ردیف جنید بغدادی و احمدبن عیسی خرّاز در زمرهٔ کسانی که سبب انتشار علوم اشارات در تصوف شده‌اند، نام می‌برد. از تصانیف او امروز چیزی در دسترس نیست، و تنها از طریق آثار مؤلفین نخستین صوفیه سخنانی پراکنده از او به جای مانده‌است. در میان سخنان او تأکید بر لزوم رعایت شریعت، فراوان به چشم می‌خورد، تا آنجا که بر اساس آنچه که از هاتفی شنیده‌است هر معرفتی که همراه با شریعت نباشد در نظر او کفر است.
در تعریفی که او از محبت به دست می‌دهد و جوهرهٔ اصلی آن را «محو ارادات و احتراق جملة صفت بشریت و حاجات» می‌گوید در حقیقت معنای «فنا» را در قالب «محبت» بیان می‌کند. در باب توحید، معرفت و اهمیت جایگاه قلب آدمی نیز سخنانی گفته شده‌است. در آثار مؤلفین نخستین صوفیه کرامات بسیاری به او نسبت داده شده‌است: گفته‌اند که او از جملة کسانی است که خضر پیامبر (ع) را مکرر ملاقات کرده و با آن حضرت مدتی مصاحبت نموده‌است.

## آثار و نوشته‌ها
- احادیث و رساله‌ای دربارهٔ حج و زیارت و وکالت و عرفان